# Linia (Powiat Wejherowski)
Linia (kaschubisch Lëniô; deutsch Linde,  früher Linia) ist ein Dorf mit Sitz der gleichnamigen, zweisprachigen Landgemeinde in der polnischen Woiwodschaft Pommern und gehört zum Powiat Wejherowo (Neustadt in Westpreußen).

## Geographische Lage
Das Dorf liegt im ehemaligen Westpreußen, etwa 20 Kilometer südöstlich der Stadt Lębork (Lauenburg in Pommern) und 32 Kilometer südwestlich von Wejherowo (Neustadt in Westpreußen). 
Durch den Ort führt eine Nebenstraße, die von Lębork (an der Landesstraße 6, ehemalige deutsche Reichsstraße 2, heute auch Europastraße 28) kommend weiter bis nach Łebno (Lebno, an der Woiwodschaftsstraße 224) führt.
Linia (Linde) war von 1905 bis 2000 Bahnstation an der Bahnstrecke von Pruszcz Gdański (Praust) über Kartuzy (Karthaus) nach Lębork (Lauenburg in Pommern) und bis Łeba (Leba). Der Streckenabschnitt wurde stillgelegt.

## Geschichte

Linde südwestlich von Neustadt in Westpreußen und südöstlich von Lauenburg in Hinterpommern auf einer Landkarte von 1910

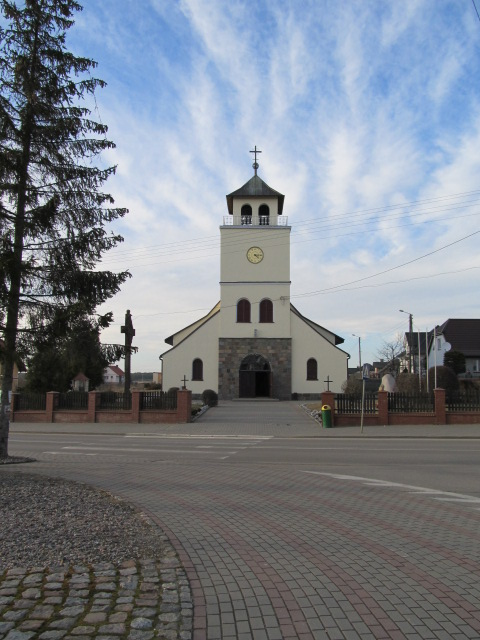
Dorfkirche

Im Rahmen der Bauernbefreiung  gingen in Linia durch eine Urkunde vom 27. Juli 1808  elf Grundstücke, die damals zum Intendanturamt Carthaus gehörten, in den Besitz der Landwirte über, die sie bebaut hatten.
Seit 1874 gehört die Gemeinde Linde zum Amtsbezirk Occalitz (heute polnisch: Okalice), in den auch die Gemeinden Klutschau (Tłuczewo), Kantrschin (Kętrzyno), Wahlendorf (Niepoczołowice) und Werder (Zakrzewo) eingegliedert waren.
In der Folgezeit wurde der Amtsbezirk Occalitz in den Amtsbezirk Zewitz (Cewice) umbenannt.
Bis 1920 gehörte Linde zum Landkreis Neustadt im Regierungsbezirk Danzig der preußischen Provinz Westpreußen des Deutschen Reichs.
Nach dem Ersten Weltkrieg musste das Kreisgebiet mit Linde 1920 zum Zweck der Einrichtung des Polnischen Korridors an Polen abgetreten werden. Durch den Überfall auf Polen 1939 kam das völkerrechtswidrig annektierte Gebiet des Polnischen Korridors zum Deutschen Reich. Der Kreis Neustadt wurde in den Reichsgau Danzig-Westpreußen eingegliedert, zu dem Linde bis 1945 gehörte.
Am 24. Oktober 1940 wurde der Amtsbezirk Linde gebildet – im Landkreis Neustadt in Westpreußen im Regierungsbezirk Danzig im Reichsgau Danzig-Westpreußen. Er bestand aus den Gemeinden Kantrschin, Klutschau, Linde, Wahlendorf, Waldeck und Werder.
Gegen Ende des Zweiten Weltkriegs besetzte im Frühjahr 1945 die Rote Armee die Region. Soweit deutsche Einwohner nicht geflohen waren, wurden sie in der darauf folgenden Zeit vertrieben.
Im Jahre 1945 wurde Linia in den Powiat Wejherowski in der Woiwodschaft Pommern (1975–1998 Woiwodschaft Gdańsk) integriert. Linia ist seit 1973 Schulzenamt und Sitz der gleichnamigen Gmina.

## Bevölkerungsentwicklung
| Jahr | Einwohner | Anmerkungen             |
| ---- | --------- | ----------------------- |
| 1852 | über 300  | [ 2 ]                   |
| 1871 | 505       | in 65 bewohnten Häusern |
| 1905 | 839       | [ 4 ]                   |